# 門羅鎮區 (印地安納州霍華德縣)
門羅鎮區（英語：Monroe Township）是位於美國印地安納州霍華德縣的一個行政鎮區。

## 地方資料
根據2010年美國人口普查的數據，門羅鎮區的面積為50.00平方千米，當中陸地面積為50.00平方千米，而水域面積為0.00平方千米。當地共有人口1407人，而人口密度為每平方千米28.14人。